# Nathanael Berendt
Nathanael Berendt (* 5. Oktober 1756 in Danzig; † 3. Juni 1838 ebenda) war ein deutscher Arzt und Naturforscher in Danzig.

## Leben
Gemeinsam mit seinem Danziger Freund Nathanael Ernst Dauter begann Behrendt mit Immatrikulation am 7. Oktober 1776 das Studium der Medizin an der Georg-August-Universität Göttingen. Stammbucheintragungen legen seine Mitgliedschaft in der Curischen Landsmannschaft in Göttingen nahe. Ein Schattenriss Berendts ist in der Silhouetten-Sammlung Schubert in der SUB Göttingen erhalten. Nach der Promotion zum Dr. med. et. chir. 1780 unternahm er gemeinsam mit seinem Freund Dauter eine wissenschaftliche Reise, die die beiden über Edinburgh, London und Paris führte. Nach der Rückkehr nach Danzig war er zunächst als Garnisonsarzt tätig und baute nebenher seine Arztpraxis in Danzig auf. Er praktizierte dann bis kurz vor seinem Tode als praktischer Arzt. Er war wie sein Freund und Arztkollege Dauter Mitglied der Naturforschenden Gesellschaft zu Danzig, deren Observatorium er zeitweilig betreute.
Behrendt war der Vater des Arztes und Naturforschers Georg Carl Berendt, der auch die Arztpraxis des Vaters fortführte. Einer seiner Enkel war der Revolutionär und Mayaforscher Carl Hermann Berendt.

## Schriften
- Medizinisch-praktische Abhandlung von den Versetzungen der Milch bei Kindbetterinnen, In der Weygandschen Buchhandlung, Leipzig 1784